# Tahj Miles
Tahj Di Nero Miles est un acteur anglais. Il est apparu dans le premier film de la série d'anthologie Small Axe dirigée par Steve McQueen, et depuis 2021, il joue le rôle de Marlon Pryce dans la série télévisée Meurtres au paradis, diffusée sur France 2 (BBC1 au Royaume-Uni).

## Vie et travail
Miles est né à Hackney, à Londres, et a des origines jamaïcaines, saint-luciennes et dominicaines. Il a fréquenté l'école primaire Betty Layward à Stoke Newington.  Il a rejoint l'école de théâtre et de cinéma Anna Fiorentini à l'âge de sept ans, puis a signé pour l'agence Fiorentini. Miles a joué dans une production d'Oliver! dans le West End. Il a rejoint la Cub School de Disney et a joué le rôle de Simba dans une production du West End du Roi Lion pendant plus d'un an. Il a ensuite joué dans Matilda, the Musical avec la Royal Shakespeare Company au Cambridge Theatre (2013) et dans Émile et les Détectives avec le Royal National Theatre. Il a également décroché des contrats publicitaires avec Lego et Sainsbury's. Il a joué dans Bugsy Malone dans le West End (2015), avant d'étudier à la BRIT School les arts de la scène.
Miles a joué dans Class Dismissed et Flunked de la BBC avant de rejoindre la distribution régulière de Meurtres au paradis de BBC1 dans le rôle de l'officier de police Marlon Pryce,,. Il est apparu dans l'anthologie de films Small Axe de Steve McQueen.
Miles vit à Hackney, dans l'est de Londres.

## Filmographie

### Télévision
| Année     | Titre               | Rôle                  | Notes       |
| --------- | ------------------- | --------------------- | ----------- |
| 2016-2017 | Class Dismissed     | Tahj                  | 25 épisodes |
| 2019      | Flunked             | Tahj                  | 1 épisode   |
| 2020      | Small Axe           | Kendrick Manning      | 1 épisode,  |
| 2021–2024 | Meurtres au paradis | Officier Marlon Pryce | 25 épisodes |